# 西薗良太
西薗 良太（にしぞの りょうた、1987年9月1日 - ）は、鹿児島県霧島市出身の自転車競技プロ（ロードレース）選手。地元の練習環境などからヒルクライムで強さを誇るが、理詰めでフォームや戦略を組み立てていくタイムトライアルも得意としており全日本選手権も3度制覇している。

## 来歴
鹿児島第一中学校・高等学校を経て、東京大学理科一類に進学。
2009年
- 全日本大学対抗選手権自転車競技大会（通称：インカレ）の個人ロードレース及び個人タイムトライアルを制し、学生ロード二冠を達成[1]。

2011年、東京大学工学部計数工学科システム情報専攻を卒業し、シマノレーシングに加入。
- 全日本選手権・個人タイムトライアル 3位。
- 全日本選手権・ロードレース 4位。
- Jプロツアー第9戦 第45回　JBCF　東日本ロードクラシック　石川大会 優勝
- ツール・ド・北海道(2.2) 区間1勝(第1)
- ジャパンカップ 13位。

2012年、チームブリヂストン・アンカーに移籍。
- 全日本選手権個人タイムトライアル 優勝
- ツール・ド・北海道(2.2) 総合2位

2013年、チャンピオンシステムに移籍。
- 全日本選手権個人タイムトライアル 2位
- 自身のblogでプロレーサーからの引退を表明[2]。

2015年、チームブリヂストン・アンカーより復帰。
- 全日本選手権個人タイムトライアル 3位
- ツール・ド・北海道(2.2) 総合5位
- ツール・ド・シンカラ（英語版）(2.2) ステージ5 2位

2016年
- 全日本選手権個人タイムトライアル 優勝[4]
- 全日本選手権・ロードレース 2位。
- ツール・ド・グアドループ（フランス語版）(2.2) ステージ2a 3位
- ジャパンカップサイクルロードレース(1.HC) 25位(日本人3位)

2017年
- ツアー・オブ・ジャパン(2.1) 総合12位
- ツール・ド・熊野(2.2) 総合4位
- 全日本選手権個人タイムトライアル 優勝[5]
- シーズン終了をもって選手引退を表明[6]